# 알마티주

알마티 주의 위치

알마티주(카자흐어: Алматы облысы, 러시아어: Алматинская область)는 카자흐스탄 남동부에 위치한 주이다. 주도는 코나예프이다. 카자흐스탄에서 6번째로 큰 주이다.

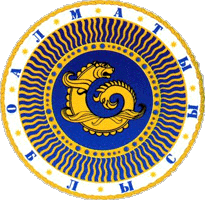
주 문장

## 지리
면적은 224,000km2이다. 중앙아시아에서 가장 큰 도시인 알마티를 감싸고 있으며, 서쪽은 잠빌주, 북동쪽은 카라간다주, 북쪽은 동카자흐스탄주에 접해 있다. 또한 키르기스스탄과 중화인민공화국 신장 위구르 자치구와도 접한다. 북서쪽에는 발하시호가 있다. 2022년에 제티수주가 알마티주에서 분리되어 신설되었는데 탈디코르간은 1997년부터 2022년까지 알마티주의 주도였던 곳이다.

## 주민
인구는 86만명이다. 대부분의 주민이 카자흐족(65%)이고, 러시아인은 15%를 차지한다. 위구르족은 10%를 차지한다. 기타 다른 민족은 투르크인, 쿠르드족, 타지크족, 키르기스족, 고려인이다. 독일인, 우크라이나인 등 기타 유럽계 민족도 거주한다.

## 특이 사항
알마티 주의 주도인 알마티에서는 2011년, 중앙아시아 그리고 카자흐스탄 최초로 국제 경기가 열렸다. 현재 수도인 아스타나 시와 함께 알마티 시에서도 2011년 동계 아시안 게임이 열렸다. 아스타나에서는 빙상 종목 경기가, 알마티에서는 설원 종목 경기가 열렸다.